# Hospital Dr. Luís Antônio
O Hospital Dr. Luís Antônio é um hospital localizado no bairro das Quintas, em Natal. Foi fundado como Hospital do Câncer, pelo Dr. Luís Antônio Ferreira Souto dos Santos Lima (o fundador da Liga Norte-rio-grandense Contra o Câncer) em 17 de julho de 1949. A partir de 10 de abril de 1961, com a morte do Dr. Lima, o nome do hospital foi renomeado com o seu nome.